# Frauen in den israelischen Streitkräften

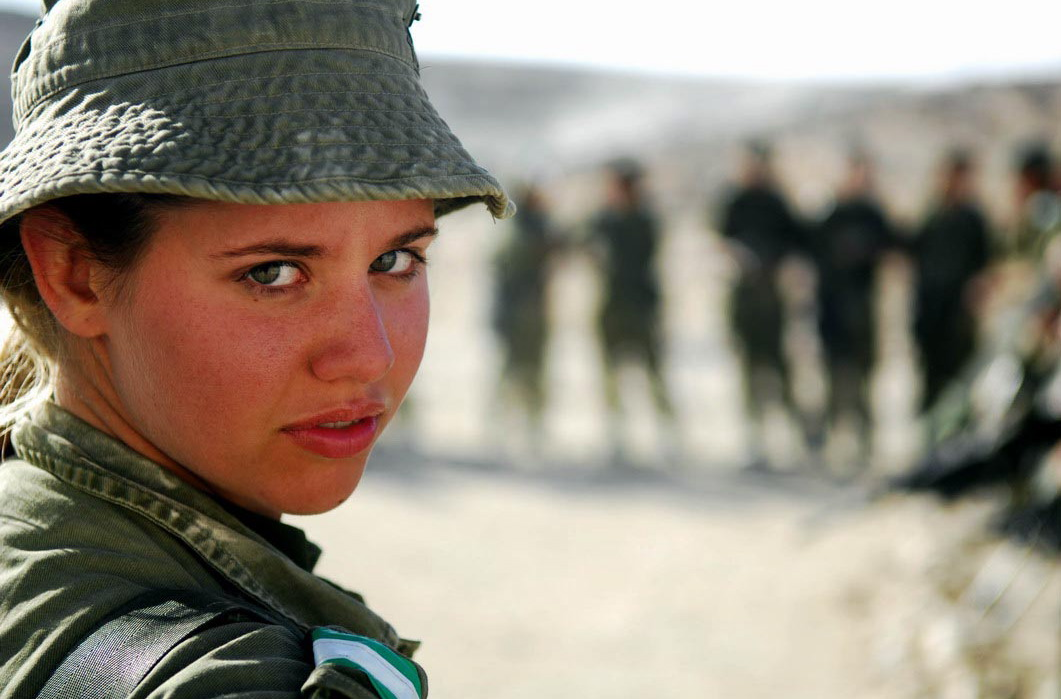
Soldatinnen beim Feldtraining

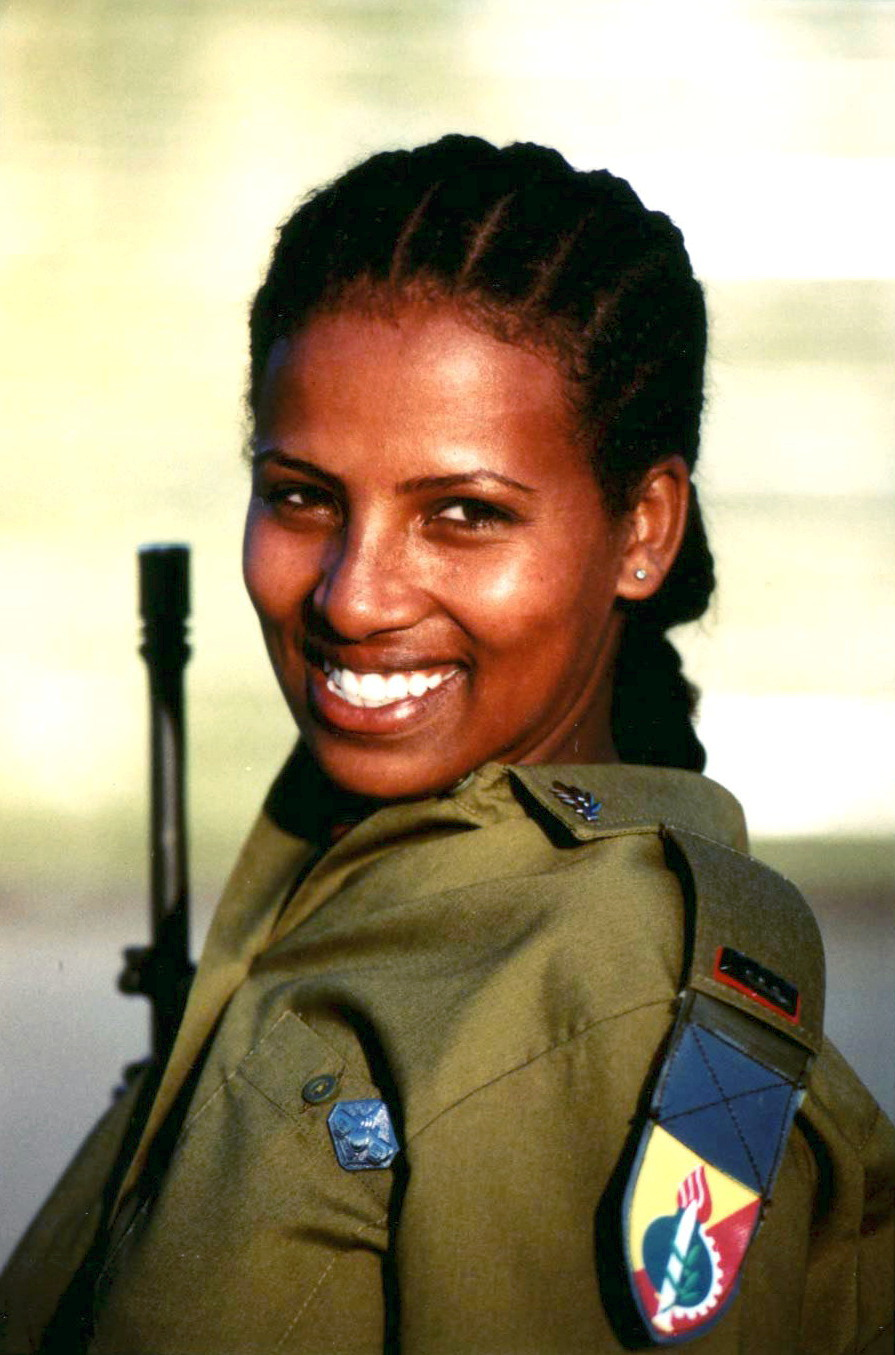
Erster weiblicher Ordonnanzoffizier äthiopischer Abstammung

Die Dienstpflicht von Frauen in den israelischen Streitkräften (Israelischen Verteidigungsstreitkräften, Ivrit: Zva haHagana leJisra’el) besteht seit 1949. Israel ist derzeit neben Eritrea, Norwegen und Schweden eines der vier Länder, die eine Wehrpflicht für Frauen vorsehen, während die meisten westlichen Länder zu einer Berufsarmee übergegangen sind. Die meisten Länder erlauben inzwischen auch Frauen im Militär, oft auf freiwilliger oder beruflicher Basis, immer häufiger auch im Kampfeinsatz.
In rechtlicher Hinsicht existiert in den Israelischen Verteidigungsstreitkräften eine völlige Geschlechtergleichstellung, so dass Frauen grundsätzlich der Dienst in allen Teilstreitkräften, Waffengattungen und Einheiten offensteht. De facto bestehen aufgrund historisch gewachsener Strukturen sowie unterschiedlicher Anforderungsprofile in den einzelnen Einheiten nach wie vor teils erhebliche Ungleichgewichte in der Geschlechterverteilung.

## Geschichte

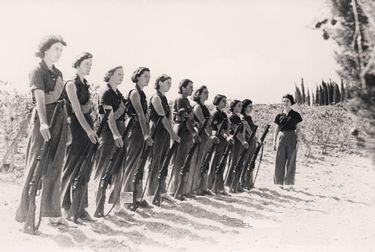
Soldatinnen bei Gefechtsübungen während des Palästinakriegs 1948

### Vor der Staatsgründung
Bereits vor der Gründung des Staates Israel kämpften Frauen in den paramilitärischen Untergrundorganisationen HaSchomer bzw. Hagana, aus denen später die israelischen Streitkräfte entstehen sollten. Der Dienst beschränkte sich hierbei meist, aber nicht nur, auf unterstützende Aufgaben, etwa im Sanitätsdienst oder der Kommunikation. Daneben dienten Frauen auch in den Auxiliary Territorial Service (ATS), der Frauenabteilung der britischen Streitkräfte.
Während des Zweiten Weltkriegs dienten etwa 4.000 Frauen in der Hagana oder im ATS. In Tel-Aviv wurde Ende der 1940er Jahre ein Bataillon aufgestellt, in dem Frauen Aufgaben wie Sicherheit, Waffentransport oder als Beobachtungsposten übernahmen.

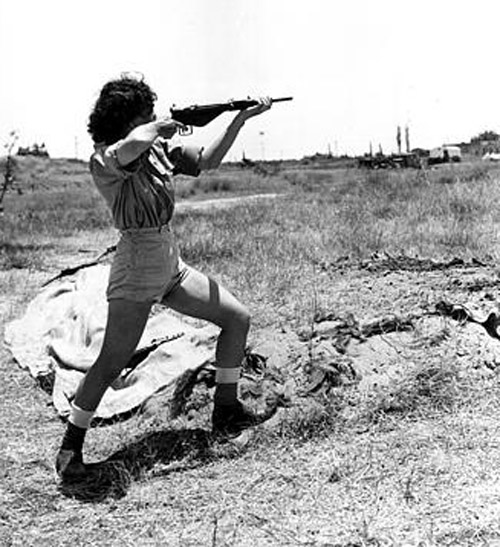
Eine Offizierin der Hagana demonstriert den Gebrauch einer Sten, Palästinakrieg 1948

Während des im Jahr 1947, noch vor der Gründung des Staates Israel ausbrechenden Palästinakriegs, der auf jüdischer Seite von den bestehenden paramilitärischen Organisationen bzw., nach der Staatsgründung, den israelischen Verteidigungsstreitkräften geführt wurde, hatte die ständige Personalknappheit zur Folge, dass Frauen nicht nur unterstützende Aufgaben wahrnahmen, sondern auch direkt am bewaffneten Kampf teilnahmen. Gerade in der Palmach, die einen Frauenanteil von bis zu 30 % erreichte, kämpften Frauen auch an vorderster Front. Allerdings scheint die Zahl von Frontkämpferinnen zu keinem Zeitpunkt sehr hoch gewesen zu sein. Unter den insgesamt über 1.000 Gefallenen der Palmach im Palästinakrieg waren nur 18 Frauen.

### Nach der Gründung des Staates Israel

#### Einführung der allgemeinen Wehrpflicht für Frauen

Offizierinnen der Israelischen Verteidigungsstreitkräfte, 1950

Am 26. Mai 1948 gründete der erste Premierminister des neuen Staates Israel, David Ben-Gurion, die Israelischen Verteidigungsstreitkräfte. Im September 1949 wurde von der Knesset die allgemeine Wehrpflicht für Frauen beschlossen – womit lediglich der Status quo bestätigt wurde.

#### Ausschluss von Kampffunktionen
Während im Palästinakrieg wegen der fortgesetzten Personalknappheit Soldatinnen der neu gegründeten Israelischen Verteidigungsstreitkräften weiterhin auch in kämpfenden Funktionen dienten, wurde später festgelegt, Soldatinnen nicht mehr an Fronteinsätzen teilnehmen zu lassen. Ausschlaggebend für diese Entscheidung war offiziell die Überlegung, dass verwundete oder gefallene Frauen der Truppenmoral abträglich wären und dass Frauen in der Kriegsgefangenschaft höheren Risiken als ihre männlichen Kameraden ausgesetzt wären, namentlich dem Risiko, vergewaltigt zu werden. Soldatinnen sollten daher nicht an vorderster Front kämpfen, wo das Risiko, dem Feind in die Hände zu fallen, am höchsten ist.
Ben Gurion sagte 1948: „[…] in einer Armee und im Krieg gibt es eine Realität der Ungleichheit, die es unmöglich macht, junge Frauen in Kampfeinheiten zu entsenden. Doch eine Armee benötigt auch unterstützende Einheiten. Und Frauen werden gebraucht, um in angemessenen Funktionen die Kampfkraft der Nation zu stärken, indem sie Männer von solchen unterstützenden Funktionen entbinden und ihnen damit den Kampf mit der Waffe ermöglichen.“
In den Jahren nach der Staatsgründung dienten einige Pilotinnen in den israelischen Luftstreitkräften. Die erste Pilotin wurde im Jahr 1951 Yael Rom. Doch noch in den 50er Jahren wurde ein Rekrutierungsverbot verhängt, so dass Frauen nicht mehr zu Pilotinnen ausgebildet werden konnten.
Die Autorin Uta Klein führt den Ausschluss von Frauen aus Kampffunktionen (nicht nur in den Israelischen Verteidigungsstreitkräften) eher auf allgemeine Wertvorstellungen bzw. biologistische Denkweisen zurück, wonach der Kampf als rein männliche Domäne angesehen werde. Das in Israel oftmals vorgebrachte Argument, Frauen seien in arabischer Kriegsgefangenschaft erheblichen Risiken ausgesetzt, wird von der Autorin in Zweifel gezogen.

#### Das Frauenkorps
Frauen dienten in einem speziellen Frauenkorps (Chen) und versahen unterstützende Aufgaben in technischen und administrativen Bereichen wie in Schreibstuben, im Sanitätsdienst, der Kommunikation usw. Darüber hinaus wurden Soldatinnen des Frauenkorps auch als Lehrerinnen speziell in unterentwickelten Regionen eingesetzt.
Die Führung des Frauenkorps lag meist bei früheren ATS-Mitgliedern, während frühere Palmach-Kämpferinnen generell wenig Interesse an einem Dienst im Frauenkorps zeigten.
Darüber hinaus wurden und werden Frauen auch vielfach als Ausbilderinnen eingesetzt – und zwar auch für kämpfende Einheiten. Dies konnte zu der paradoxen Situation führen,  dass Frauen zwar bspw. Panzerbesatzungen ausbilden, jedoch nicht selbst zu solchen gehören durften.
Im Sechs-Tage-Krieg wurde eine junge Offizierin zu einer Gefängnisstrafe von vier Wochen verurteilt (von der sie nur eine Woche leistete), weil sie zur Front desertiert war.
1969 wurde die Anwältin Hava Inbar zur Richterin an einem Militärgericht berufen. Sie war weltweit die erste Militärrichterin.
Während des Jom-Kippur-Krieges 1973 und auch in späteren Jahren kam es in den Streitkräften wiederum zu Personalengpässen, dennoch fand für Frauen erst seit den späten 1970er Jahren eine stärkere Öffnung von Aufgabenbereichen jenseits unterstützender Tätigkeiten statt. Im Jahr 1986 wurde Amira Dotan, die damalige Befehlshaberin des Frauenkorps, die erste Soldatin der IDF im Generalsrang (Brigadegeneral – ivrit: Aluf).

### Formale Gleichstellung von Soldatinnen

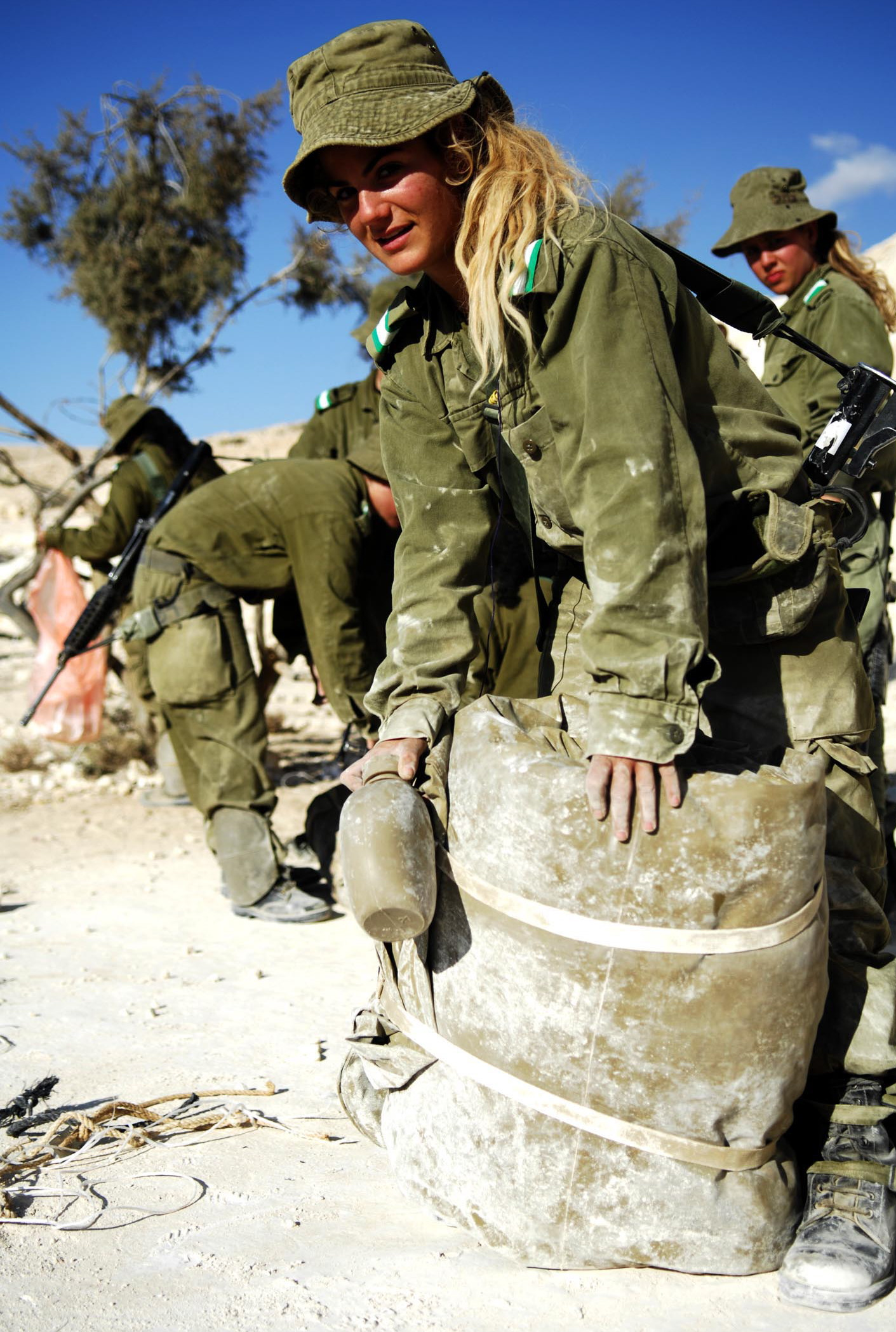
IDF-Ausbilderlehrgang der Infanterie

Im Jahr 1994 klagte Alice Miller, eine Offizierin der Luftstreitkräfte, gegen das Verbot der Pilotinnenausbildung. Der Klage wurde 1995 vom israelischen Obersten Gericht stattgegeben. Die Luftstreitkräfte waren nunmehr gezwungen, Kandidatinnen, welche die Rekrutierungsvoraussetzungen erfüllten, zu akzeptieren.
Im Anschluss an die wegweisende Entscheidung des Obersten Gerichts, Frauen zur Pilotenausbildung zuzulassen, wurde in der Knesset ein Gesetzentwurf zur völligen Gleichstellung von Soldatinnen in allen Teilstreitkräften der israelischen Streitkräfte vorgelegt. Im Jahr 2000 wurde das Militärrecht um folgenden Passus ergänzt: „Das Recht von Frauen, in jeder Funktion in den Streitkräften zu dienen, entspricht dem Recht von Männern.“
Damit war de jure eine völlige Gleichstellung der Geschlechter hergestellt, prinzipielle Rekrutierungsverbote waren nun nicht mehr zulässig. Die Gesetzesnovellierung ist mit der Einschränkung versehen, dass die persönliche Befähigung von Kandidatinnen zu berücksichtigen ist. Die Rekrutierung und der erfolgreiche Abschluss einer Ausbildung hängen somit nach wie vor davon ab, inwieweit die physischen und psychischen Anforderungen erfüllt werden. Im Zuge der Novellierung der Militärgesetzgebung wurde im Jahr 2000 auch das Frauenkorps aufgelöst. Es existieren somit keine Einheiten mehr, die allein auf der Grundlage des Geschlechts formiert sind. Seit der Novellierung versehen mehr und mehr Frauen Dienst in bewaffneten Einheiten wie der Infanterie, der Artillerie oder der Panzertruppe. Im Jahr 2000 wurde das Karakal-Bataillon formiert, eine Infanterieeinheit, in der Frauen (etwa 70 % des Personalbestands) und Männer gemeinsam dienen. Die Soldaten der Einheit durchlaufen denselben Ausbildungsprozess wie jede andere Infanterieeinheit. Darüber hinaus versehen Frauen auch in der israelischen Grenzpolizei ihren Dienst.
Die erste Frau, welche die Ausbildung zur Kampfpilotin der israelischen Luftstreitkräfte erfolgreich beendete, war im Jahr 1998 die F-16-Navigatorin Sari Rahat. Roni Zuckerman wurde im Jahr 2001 im Alter von 23 Jahren die erste Jagdpilotin in der Geschichte der israelischen Luftstreitkräfte. Im Jahr 2004 wurde sie zur Pilotenausbilderin ernannt. Diese Aufgabe wird innerhalb der israelischen Luftstreitkräfte nur den besten Piloten übertragen.
Der Zweite Libanonkrieg im Jahr 2006 war die erste militärische Auseinandersetzung seit 1948, in der Frauen gemeinsam mit Männern direkt an Kampfhandlungen teilnahmen. Die Helikopteringenieurin Keren Tendler war die erste Soldatin der Israelischen Verteidigungsstreitkräfte, die in Kampfhandlungen getötet wurde.

## Rahmenbedingungen

### Pflichtwehrdienst

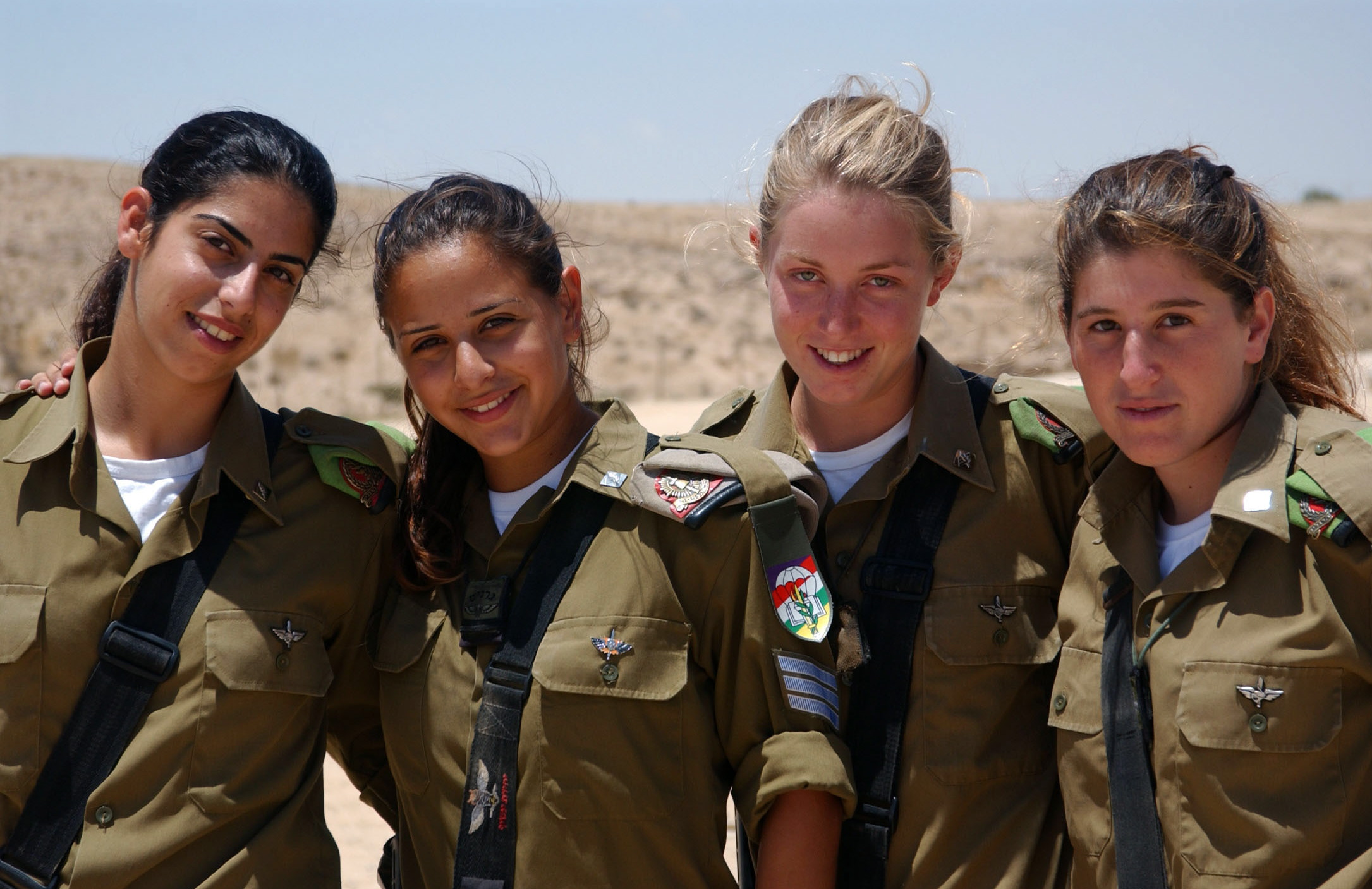
Offizieranwärterinnen

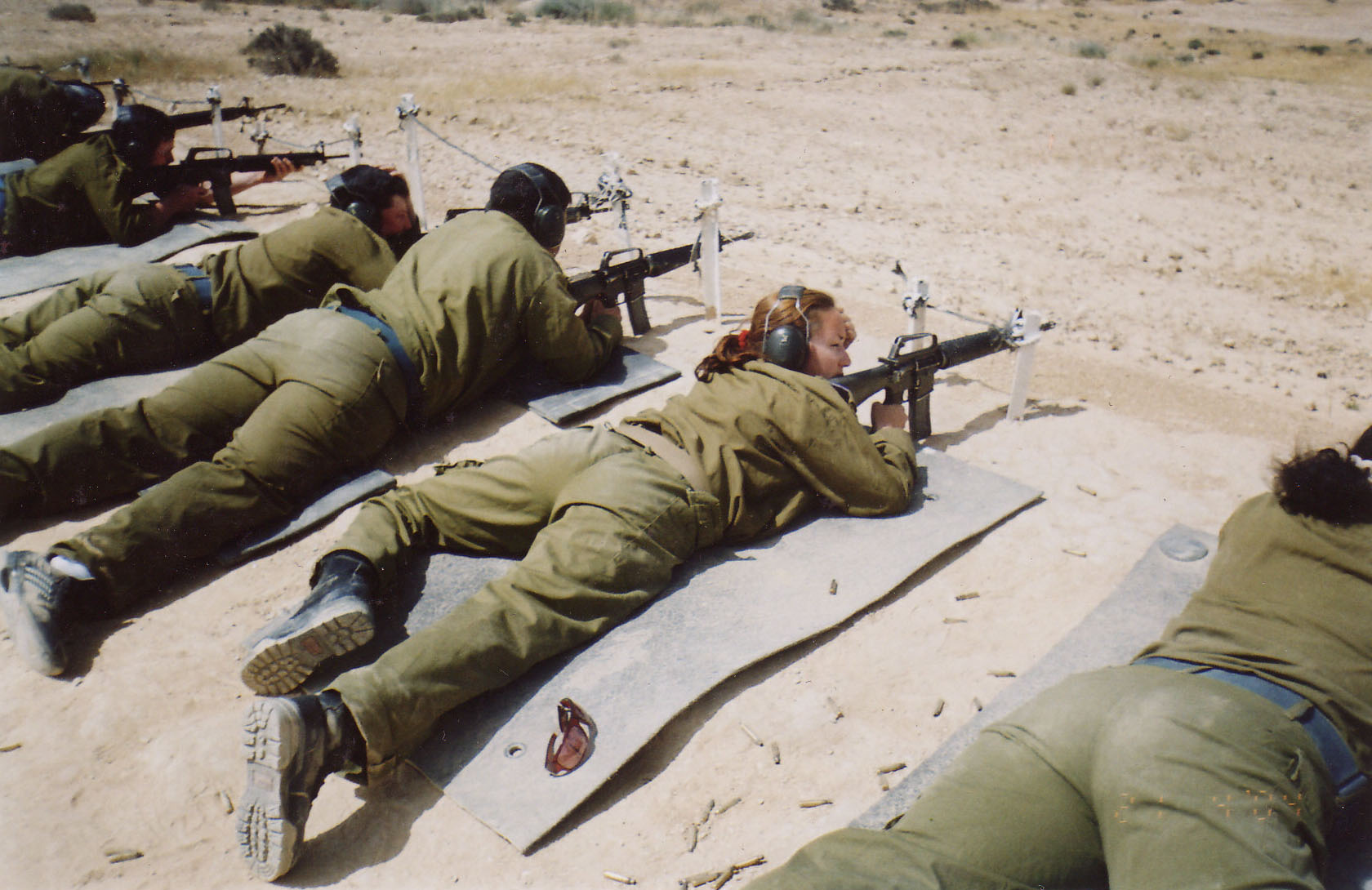
Schießübungen

In Israel besteht grundsätzlich eine Wehrpflicht für Männer und Frauen, allerdings bestehen in Abhängigkeit vom Geschlecht Unterschiede sowohl hinsichtlich der Wehrpflicht wie auch der Pflichtdienstzeit. Nur Frauen im Alter von 18 bis 19 Jahren unterliegen der allgemeinen Wehrpflicht. Daneben können sich Frauen ebenso wie Männer für eine Laufbahn als Berufssoldatin entscheiden. Frauen von 20 bis 25 Jahren können sich freiwillig zum Wehrdienst melden, wobei mindestens zwölf Monate abgedient werden müssen. Der Frauenanteil unter den Berufssoldaten lag nach Klein (2001) zum damaligen Zeitpunkt bei ca. 10 Prozent.
Es existieren einige Ausnahmetatbestände, welche eine Freistellung von Frauen vom Wehrdienst ermöglichen. Dies betrifft religiöse Gründe, Eheschließung, Schwangerschaft oder Mutterschaft. Frauen, außer solchen, die in kämpfenden Funktionen gedient haben, werden in der Regel nicht zum Reservedienst einberufen, wenn sie verheiratet oder älter als 24 sind. Frauen, die im 20. Lebensjahr oder später nach Israel einwandern, sind vom Wehrdienst freigestellt, können sich jedoch freiwillig verpflichten.
Arabische Israelis – Frauen wie Männer – sind vom Wehrdienst freigestellt. Dies betrifft nicht die in Israel lebenden Beduinen, allerdings dienten aus kulturellen Gründen lange Zeit keine Frauen aus den Beduinenstämmen in den Streitkräften. Hier hat jedoch in den letzten Jahren ein gewisser kultureller Wandel eingesetzt. Die 1985 geborene Amira al Hayb war die erste Beduinin, die in einer kämpfenden Einheit diente.

### Wehrdienstzeit
Der Pflichtwehrdienst für Männer erstreckt sich regulär über 36 Monate, jener für Frauen über 24 Monate. Frauen, die sich für den Dienst in kämpfenden Funktionen entscheiden, müssen sich für mindestens 36 Monate verpflichten. Sie können außerdem bis zum Alter von 38 Jahren zum Reservedienst eingezogen werden, auch wenn sie Kinder haben. Die Rahmenbedingungen sind damit jenen für Männer in kämpfenden Funktionen vergleichbar.

## Gleichstellungsbemühungen innerhalb der Streitkräfte

### Frauenbeauftragte
Im Zuge der Novellierung des Militärrechts wurde im Jahr 2001 die Funktion einer Frauenbeauftragten (Women's affairs advisor) innerhalb der Israelischen Verteidigungsstreitkräfte geschaffen. Diese Funktion wird von einer Frau ausgeübt. Die Frauenbeauftragte soll in der Dienstpraxis sicherstellen, dass Soldatinnen die ihnen zustehenden Aufstiegschancen erhalten und dass angemessene Rahmenbedingungen für Soldatinnen geschaffen werden, so dass sie ihre Fähigkeiten entfalten können.

### Der Report des Segev-Komitees von 2008

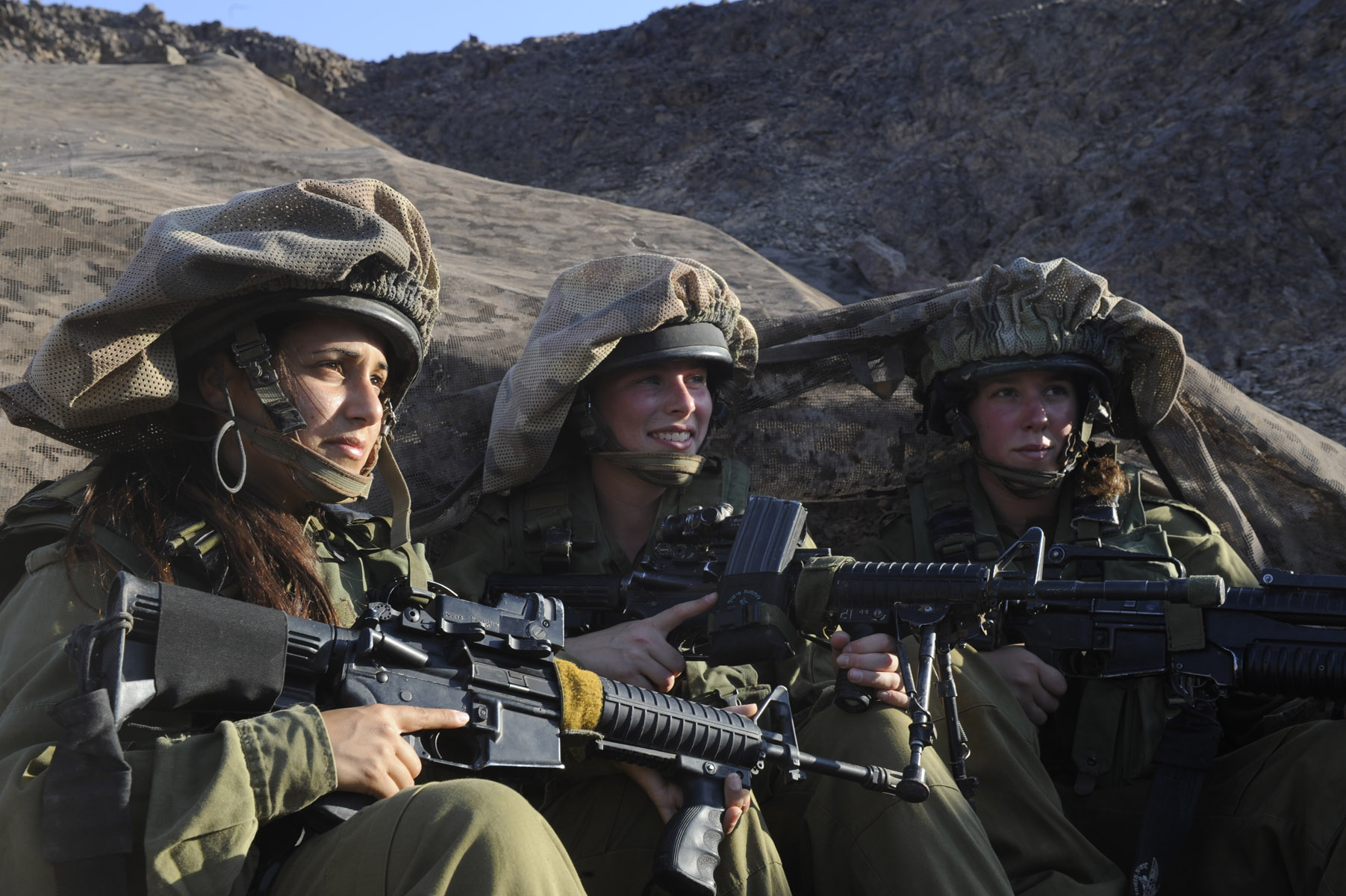
Aufklärungseinheit

Im Jahr 2008 legte das vom General der Reserve Yehuda Segev geleitete sog. Segev-Komitee einen 100-seitigen Report vor, in dem der Status des Wehrdienstes von Frauen in Israel und Strategien für Verbesserungen beschrieben wurden.

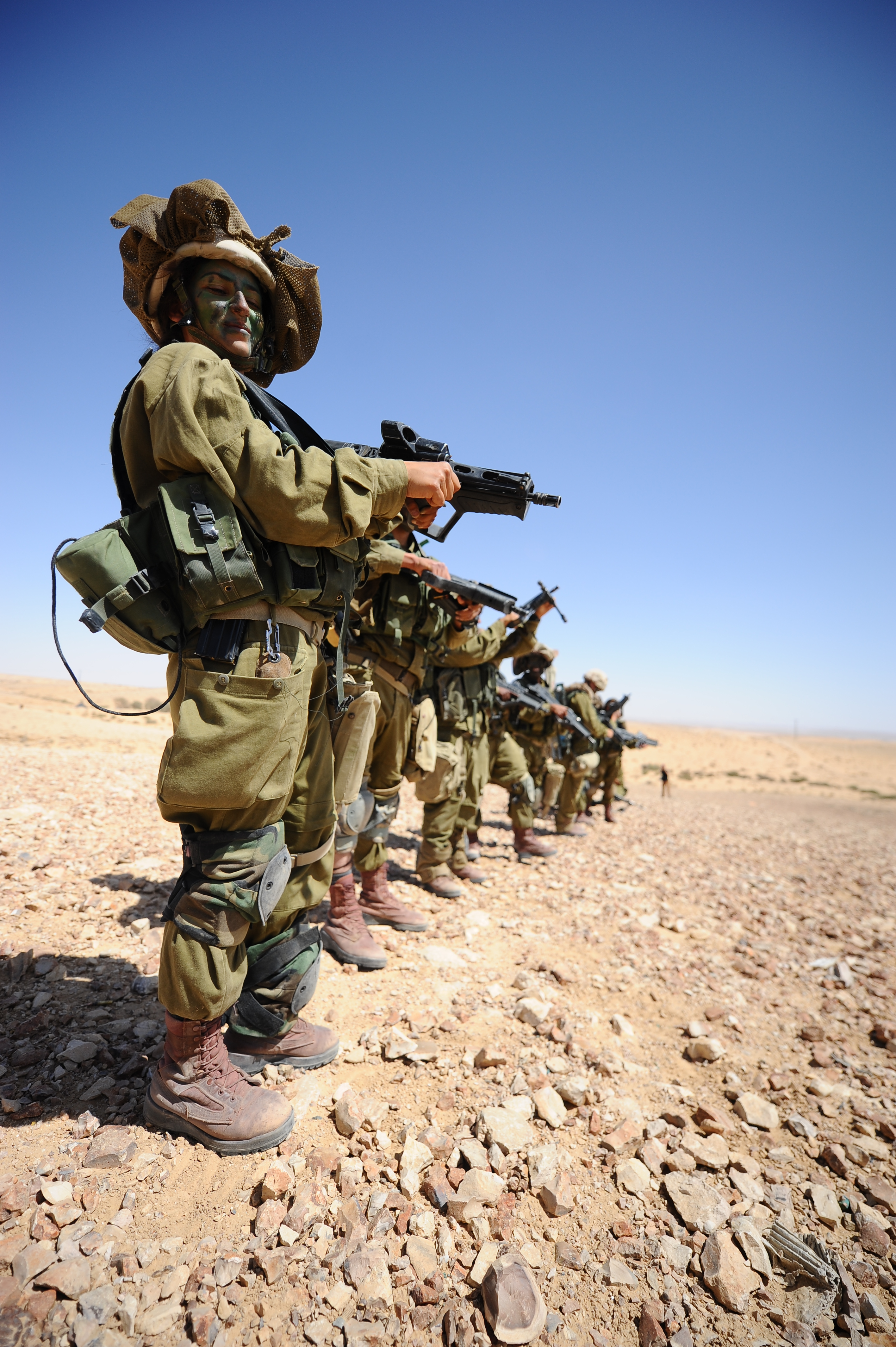
Training des Caracal-Bataillons

Das Komitee forderte, das seit Jahrzehnten praktizierte Modell, wonach die Länge des Wehrdienstes und die Funktionen und Aufstiegschancen in den Streitkräften in weiten Teilen geschlechtsabhängig sind, aufzugeben. Es wurde argumentiert, dass durch dieses Modell vorhandene personelle Ressourcen ungenutzt blieben und Chancen sowohl in der Armee als auch später im Zuge der Integration in die Gesellschaft – die in Israel noch immer in erheblichem Maße vom geleisteten Wehrdienst abhängt – verwehrt würden. Das Komitee konstatierte, dass trotz der formalen Gleichstellung im Jahr 2007 Frauen noch immer von 12 Prozent aller Funktionen in den Streitkräften ausgeschlossen seien, was teilweise auf den verkürzten Wehrdienst für Frauen zurückgeführt wurde. Das Komitee forderte, die Länge des Wehrdienstes statt vom Geschlecht nur noch von den angestrebten Funktionen abhängig zu machen. Es solle Frauen erschwert werden, aus religiösen oder anderen Gründen eine Freistellung vom Wehrdienst zu erlangen. Die Gründe für eine Freistellung sollten geschlechtsunabhängig sein. Weiterhin wurden im Hinblick auf das Ziel der Geschlechtergleichstellung verpflichtende Frauenquoten vorgeschlagen. Es sollen bessere Rahmenbedingungen für Soldatinnen geschaffen werden, einschließlich verbesserter Regeln für die Interaktion zwischen den Geschlechtern. Abgesehen von einigen wenigen Ausnahmen sollen Frauen dem Komitee zufolge alle Funktionen in den Streitkräften offenstehen. Diese und andere Veränderungen sollten dem Komitee zufolge im Laufe von einem Jahrzehnt nach und nach implementiert werden.

## Daten

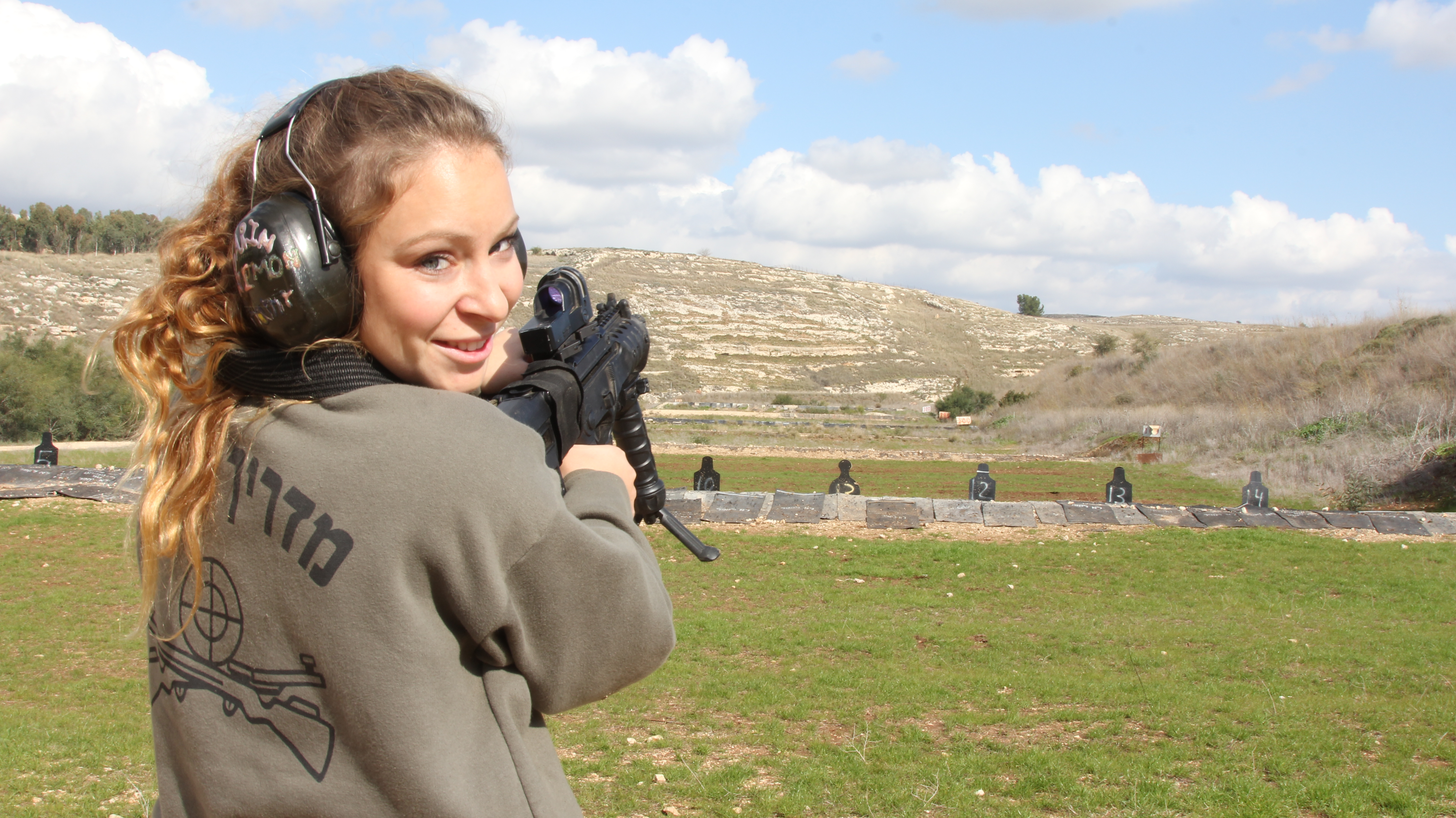
Waffeninstruktorin bei der Ausbildung

Gemäß einer Veröffentlichung aus dem Jahr 1991 dienten zum damaligen Zeitpunkt etwa 65 Prozent der israelischen Frauen in den Streitkräften, 25 Prozent wählten eine Freistellung vom Wehrdienst aus religiösen Gründen, etwa 10 Prozent wurden jeweils ausgemustert. Auch Klein (2001) gibt einen Anteil von 25 Prozent Freistellungen aus religiösen Gründen an.
Gegenwärtig sind etwas mehr als 40 Prozent aller Soldaten der IDF Frauen. Am höchsten ist der Frauenanteil in den Bodentruppen, während in der Luftwaffe (11 Prozent) und der Marine (2 Prozent) nur relativ wenige Frauen dienen. Der Anteil weiblicher Offiziere betrug im Jahr 2012 57 Prozent, d. h. Frauen sind, gemessen am Frauenanteil in den Streitkräften, im Offizierskorps deutlich überproportional vertreten. Im Jahr 2006 betrug der Anteil weiblicher Offiziere noch 49 Prozent. Während im Jahr 2001 der Anteil von Frauen in Kampfeinheiten lediglich 0,5 Prozent betrug, ist der Anteil bis zum Jahr 2013 auf 3 bis 4 Prozent gestiegen. Trotz aller Gleichstellungsbemühungen existieren nach wie vor Positionen, die Frauen nicht offenstehen, nach Angaben der IDF betrifft dies gegenwärtig weniger als 10 Prozent.
Der Anteil der Frauen unter den Berufssoldaten wird von Klein (2001) mit etwa 10 Prozent angegeben. In der Reservearmee, welche die größte Komponente der israelischen Armee darstellt, ist der Frauenanteil nach Klein noch deutlich kleiner.

## Problemfelder

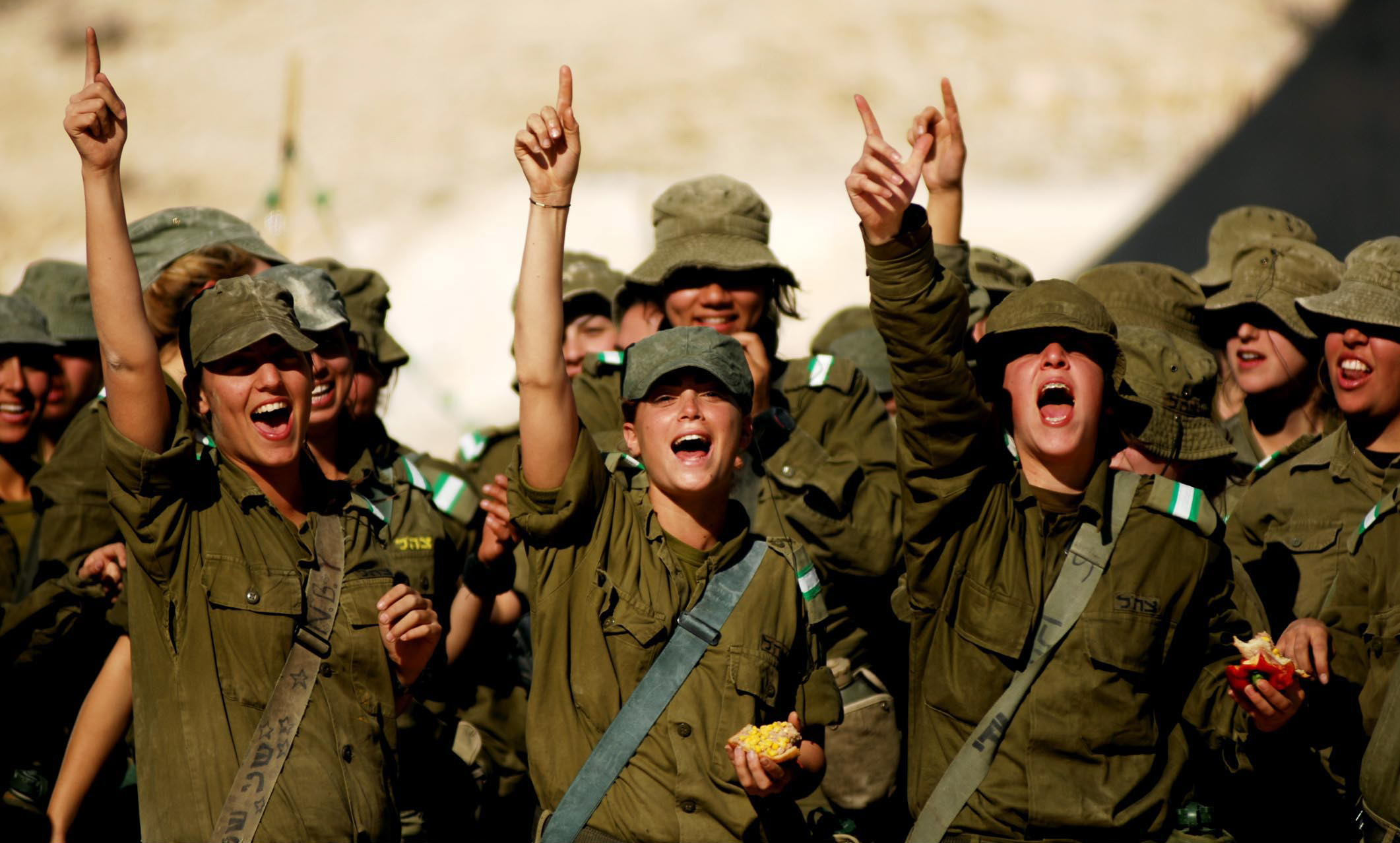
Gefechtsübung im Negev

### Religionsbedingte Kontroversen
Unter israelischen Religionsführern gab und gibt es Kontroversen um die Frage, ob Frauen der Wehrdienst erlaubt sei. Die Front verläuft hierbei zwischen Orthodoxen unter den Rabbinern, welche die Frage generell verneinen, und liberalen Rabbis, welche den Wehrdienst von Frauen für zulässig halten bzw. explizit befürworten. Den ultra-orthodoxen Oberrabbinern David Lau und Jitzchak Josef zufolge sollten zumindest religiöse Frauen nicht in den Streitkräften dienen bzw. nicht zum Wehrdienst gezwungen werden. Diese Position entspricht dem aktuellen Status quo. Die Debatte um diese Frage wird auch in Politik und Gesellschaft geführt. Dabei spielen neben religiösen Aspekten auch pragmatische Erwägungen und der Gerechtigkeitsaspekt eine Rolle. So wird die Möglichkeit, der Wehrpflicht allein aus religiösen Gründen zu entgehen (auch im Hinblick auf ultra-orthodoxe Männer), von vielen Israelis als ungerecht empfunden. Hinzu kommt, dass die Mindestwehrdienstzeit männlicher Soldaten, die gegenwärtig 36 Monate beträgt, erheblich verlängert werden müsste, wenn Frauen generell vom Wehrdienst ausgeschlossen würden.
Ein weiterer Problemkomplex betrifft bestimmte Einstellungen orthodoxer männlicher Soldaten gegenüber Kameradinnen. Ein besonders aufsehenerregender Fall aus dem Jahr 2011 betraf neun Offiziersanwärter, welche aus religiösen Gründen eine Gedenkveranstaltung anlässlich der Operation Cast Lead von 2008 verließen, als ein gemischtgeschlechtlicher Chor ein Lied anstimmte. Gegen die Offiziersanwärter wurden daraufhin disziplinarische Maßnahmen verhängt. Im Oktober 2011 wurden Soldatinnen von Militärgeistlichen aufgefordert, eine Simchat-Tora-Feier zu verlassen und in einem separaten Bereich zu tanzen. Ende 2011 verfassten 19 Generäle der Reserve einen Protestbrief an den Verteidigungsminister Ehud Barak und den Generalstabschef Benny Gantz, in dem sie davor warnten, dass derartige Vorfälle die Truppenmoral sowie auch die fundamentalen Werte der israelischen Gesellschaft untergraben würden.

### Sexuelle Belästigung
Nach Stuart A. Cohen bestand bis in die 1990er Jahre hinein in den israelischen Streitkräften ein allgemeiner Konsens darüber, dass bei Soldaten sexuelle Leistungsfähigkeit Hand in Hand mit militärischen Fähigkeiten gehe. Die israelische Soziologin Dafna Izraeli beschrieb im Jahr 2000 die Streitkräfte als ein „Treibhaus für ausbeuterische sexuelle Beziehungen“. Für „hübsche, junge, weibliche Soldatinnen“ sei es inzwischen üblich geworden, zu „‚Trophäen‘ der Kommandeure“ zu werden. Laut Carmela Menashe, Militärkorrespondentin der Voice of Israel, basiert die militärische Kultur der IDF auf einer „weitverbreiteten Zügellosigkeit“, in der männliche „Krieger“ eine „Aura der Potenz“ repräsentieren und daraus ein entsprechendes „Anspruchsgefühl“ ableiten.
Im Jahr 1993 berichtete die israelische Zeitung Maariw, dass nur 10 Prozent von jährlich etwa 1000 dokumentierten Fällen von sexueller Belästigung untersucht würden. Im Jahr 1997 gab es 280 dokumentierte Fälle von sexueller Belästigung, zwei Jahre später gab es im Durchschnitt etwa einen Fall pro Tag. In den Jahren 1998 und 99 wurden 54 Offiziere wegen Fällen sexueller Belästigung unehrenhaft entlassen, degradiert oder mit Gefängnis bestraft. Stuart Cohen vermutet eine hohe Dunkelziffer nicht dokumentierter Fälle. Dem Autor zufolge sind 20 Prozent der Soldatinnen der Israelischen Verteidigungsstreitkräfte von sexuellen Übergriffen betroffen.
Nach Klein war es in den Israelischen Verteidigungsstreitkräften eine nicht unübliche Praxis, Polizistinnen als Hostessen oder gar Animierdamen einzusetzen. Diese Praxis ist mittlerweile allerdings durch eine Dienstanweisung untersagt.